# Уолтерс, Джонатан
Джо́натан Ро́нальд «Джон» Уо́лтерс (англ. Jonathan Ronald "Jon" Walters; род. 20 сентября 1983, Беркенхед, Мерсисайд, Англия) — ирландский футболист, нападающий.

## Клубная карьера

### Ранняя карьера
Джонатан Уолтерс начал свою карьеру в команде «Блэкберн Роверс». В период с 1998 по 2001 год выступал за академию и резервную команду «Роверс». В первую команду ему пробиться так и не удалось. В 2001 году перешёл в «Болтон», за который сыграл четыре матча в АПЛ. В 2003 году Джон отправлялся в три аренды — в команды «Халл Сити», «Кру Александра» и «Барнсли». В 2004 году вновь отправился в «Халл», на этот раз на постоянной основе. В феврале 2005 года был отдан в аренду клубу «Сканторп Юнайтед». Летом 2005 года подписал контракт с валлийской командой «Рексем». В 2006 году перешёл в «Честер Сити». Впечатляющее выступление Уолтерса за честерский клуб привлекло внимание некоторых английских клубов, в числе которых был «Ипсвич Таун», который и подписал контракт с ирландцем в январе 2007 года.

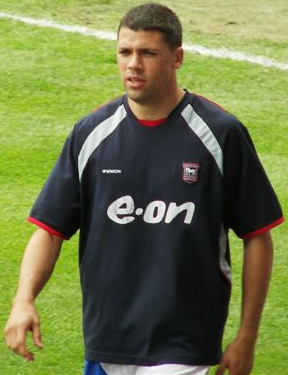
Джонатан Уолтерс в игре за «Ипсвич Таун».

### «Ипсвич Таун»
За трансфер игрока из «Честер Сити» клуб заплатил 150 тысяч фунтов, не включая бонусы. 30 января 2007 года, в матче со «Сток Сити» (0:0), состоялся дебют Джонатана в составе «Ипсвича». Первый гол за клуб игрок забил 3 марта, в ворота «Куинз Парк Рейнджерс». 12 января 2008 года футболист продлил контракт с клубом до 2011 года. По итогам сезона 2007/08, в котором Уолтерс в 40 матчах забил 13 мячей, он был признан игроком года в составе команды. В октябре 2008 года Джонатан продлил контракт с клубом до конца сезона 2011/12. 18 августа 2010 года Уолтерс подписал четырёхлетний контракт с командой «Сток Сити». В общей сложности принял участие в 146 матчах команды, в которых забил 32 гола.

### «Сток Сити»
За трансфер футболиста «Сток Сити» заплатил 2,75 миллиона фунтов. Игрок дебютировал за клуб 21 августа 2010 года, в матче с «Тоттенхэм Хотспур» (1:2), выйдя на поле в стартовом составе. Открыл счёт забитым за команду мячам в игре Кубка Лиги со «Шрусбери Таун» (2:1), состоявшейся 24 августа. Впервые забил за «Сток» в чемпионате 2 октября, в ворота «Блэкберна». В сезоне 2010/11 вместе с клубом дошёл до финала Кубка Англии, в котором «Сток» уступил «Манчестер Сити» со счётом 1:0. 28 июля 2011 года, в матче со сплитским «Хайдуком», состоялся дебют Джонатана в еврокубках. На второй минуте игры форвард отметился голом, который оказался единственным во встрече. В августе ирландец продлил своё действующее соглашение с клубом ещё на один год. В марте 2012 года он получил награду сэра Стэнли Мэтьюза, после чего заявил о намерении завершить свою карьеру будучи игроком «Стока». 6 декабря 2014 года в матче против «Арсенала» забил свой 100 гол в профессиональной карьере.

## Карьера в сборных
Хотя Уолтерс и родился в Англии, он имел право выступать за сборную Ирландии, так как его мать ирландского происхождения. 10 октября 2003 года дебютировал в составе молодёжной сборной Ирландии, которая в тот день проводила матч со сверстниками из Швейцарии. В той встрече Джонатан отметился двумя забитыми мячами, а его команда победила со счётом 2:0. Больше за ирландскую «молодёжку» форвард не выступал. 20 ноября 2007 года футболист принял участие в игре между вторыми сборными Ирландии и Шотландии.
В первую сборную Ирландии Джонатан впервые был вызван в ноябре 2010 года. Дебютировал в составе национальной команды 17 ноября, в товарищеском матче со сборной Норвегии (1:2): вышел на поле вначале второго тайма, заменив Кевина Дойла. Первый гол за сборную забил 11 ноября 2011 года, во время стыкового матча Евро-2012 со сборной Эстонии (4:0).
В конце мая 2012 года был включён Джованни Трапаттони в окончательный список футболистов, которые поехали на Евро-2012. Дебютировал на турнире 10 июня, в игре со сборной Хорватии (1:3), выйдя на замену на 53 минуте встречи вместо Кевина Дойла.

## Достижения
Командные
«Халл Сити»
- Серебряный призёр Лиги Один (1): 2004/05

«Сток Сити»
- Финалист Кубка Англии (1): 2010/11

Личные
- Игрок года в «Ипсвич Таун» (1): 2008
- Игрок года в «Сток Сити» по версии тренерского штаба (1): 2011
- Награда сэра Стэнли Мэтьюза (1): 2012

## Личная жизнь
Джонатан женат. Имеет двух дочерей и сына.